# Zheng Yi (taekwondo)
Zheng Yi (23 de marzo de 1984) es un deportista chino que compitió en taekwondo. Ganó una medalla de plata en los Juegos Asiáticos de 2010 en la categoría de +87 kg.

## Palmarés internacional
| Juegos Asiáticos | Juegos Asiáticos | Juegos Asiáticos | Juegos Asiáticos |
| Año              | Lugar            | Medalla          | Categoría        |
| ---------------- | ---------------- | ---------------- | ---------------- |
| 2010             | Cantón (China)   | Medalla de plata | +87 kg           |